# Język andio
Język andio (a. andio’o), także: imbao’o, masama – język austronezyjski używany przez grupę ludności w prowincji Celebes Środkowy w Indonezji. Według danych z 1991 roku posługuje się nim 1700 osób. 
Jego użytkownicy zamieszkują dwie wsie (Tangeban i Tauge’) w rejonie nadbrzeżnym, we wschodniej części Celebesu Środkowego.
Blisko spokrewniony z językiem saluan. Z perspektywy leksykostatystyki jest też stosunkowo bliski językowi balantak (najpewniej został poddany znacznym jego wpływom). Potencjalnie zagrożony wymarciem, gdyż znajduje się pod presją innych języków (indonezyjskiego, saluan i balantak).
O ile w piśmiennictwie stosuje się różne nazwy, to lokalna ludność preferuje określenie „masama”. Nazwa „bobongko” ma dla tej społeczności charakter pejoratywny i oprócz tego określa odrębny język bobongko z wysp Togian. W starszej literaturze języki andio i bobongko były ze sobą mylnie utożsamiane.